# Stanotte sentirai una canzone/Se tu fossi innamorato
Stanotte sentirai una canzone/Se tu fossi innamorato è un singolo della cantante italiana Annarita Spinaci pubblicato nel 1968 dalla casa discografica Philips.

## Descrizione
Il brano è stato portato in gara al Festival di Sanremo 1968 da Annarita Spinaci cantato in coppia con Yoko Kishi. Il brano arrivò in finale classificandosi al 12º posto.

## Cover
Il brano è stato inciso anche da Betty Curtis, Isabella Iannetti, Lara Saint Paul, Mireille Mathieu.
Mentre è stata incisa in versione strumentale da Louis Armstrong e Lionel Hampton.

## Tracce
1. Stanotte sentirai una canzone (Queirolo)
2. Se tu fossi innamorato (Parosandi)